# Quatuor à cordes no 4 de Reger
Pour les articles homonymes, voir Quatuor à cordes no 4.
Le Quatuor à cordes no 4 en mi bémol majeur opus 109 est un quatuor pour deux violons, alto et violoncelle de Max Reger composé en 1909.

## Structure
1. Allegro moderato
2. Quasi Presto à
3. Larghetto
4. Fugue: Allegro con grazia e con spirito: Fugue monumentale qui se développe en double fugue avec un thème en tempo plus lent avec une conclusion quasi orchestrale.

## Source
- François-René Tranchefort (direction), Guide  de la Musique de Chambre, Paris, Fayard, coll. « Les indispensables de la musique », 1998 (1re éd. 1986), 995 p. (ISBN 2-213-02403-0), p. 737
- Walter Willson Cobbett (trad. de l'anglais par Marie-Stella Pâris, préf. Alain Pâris), Dictionnaire encyclopédique de la musique de chambre : K-Z [« Cobbett's Cyclopedic Survey of Chamber Music »], t. 2, Paris, Robert Laffont, coll. « Bouquins », 1999 (1re éd. 1963), 1627 p. (ISBN 2-221-07848-9), p. 1199